# Wijken en buurten in Bolsward
De voormalige Nederlandse gemeente Bolsward is voor statistische doeleinden onderverdeeld in wijken en buurten. De gemeente is verdeeld in de volgende statistische wijken:
- Wijk 00 (CBS-wijkcode:006400)

Een statistische wijk kan bestaan uit meerdere buurten. Onderstaande tabel geeft de buurtindeling met kentallen volgens het Centraal Bureau voor de Statistiek (2008):
| CBS-buurtcode | Buurtnaam                  | Inwonertal | Opp. totaal (ha) | Opp. land (ha) | Ligging                |
| ------------- | -------------------------- | ---------- | ---------------- | -------------- | ---------------------- |
| BU00640000    | Bolsward binnen De Wallen  | 1350       | 32               | 30             | Locatie in de gemeente |
| BU00640001    | Bolsward-Noord             | 1780       | 68               | 67             | Locatie in de gemeente |
| BU00640002    | Bolsward-Zuidoost          | 1840       | 86               | 85             | Locatie in de gemeente |
| BU00640003    | Bolsward-Zuidwest          | 440        | 26               | 24             | Locatie in de gemeente |
| BU00640004    | Bolsward-Noordoost         | 4120       | 120              | 113            | Locatie in de gemeente |
| BU00640009    | Verspreide huizen Bolsward | 200        | 610              | 591            | Locatie in de gemeente |